# سايت سير إكس
سايت سير إكس (بالإنجليزية:  CiteSeerX)‏، المعروف سابقًا باسم سايت سير (بالإنجليزية: CiteSeer)‏، هو محرك بحث عام ومكتبة رقمية للأوراق العلمية والبحثية، خاصة في مجالات علوم الحاسوب وعلم المعلومات.
يهدف محرك البحث سايت سير إلى تحسين النشر والوصول للمؤلفات الأكاديمية والعلمية. ويقدمها خدمة غير ربحية التي يمكن استخدامها بحرية من الجميع، واعتبر جزءاً من حركة الوصول المفتوح التي تحاول تغيير وسيلة النشر العلمية والبحثية للسماح بوصول أكبر للمؤلفات العلمية. قدم سايت سير البيانات الوصفية لمبادرة الأرشفة المفتوحة لجميع المستندات المفهرسة وروابط المستندات المفهرسة مجاناً عندما كان ذلك متاحاً لمصادر أخرى للبيانات الوصفية مثل الببليوغرافيا الرقمية ومشروع المكتبة وبوابة جمعية آلات الحوسبة لتعزيز فكرة البيانات المفتوحة، كما يشارك بياناته لأغراض غير تجارية بموجب رخص المشاع الإبداعي.
يعد سايت سير سلفاً لأدوات البحث الأكاديمية مثل جوجل سكولار ومحرك مايكروسوفت الأكاديمي. تجمع محركات البحث شبيهات سايت سير عادةً وتؤرشف المستندات المتاحة للعموم في المواقع، ولا تدخل مواقع الناشرين. لهذا السبب، تكون ملفات الكُتَّاب المتاحة بشكل مجاني الأكثر تواجداً في الفهرس.
غير هذا الموقع اسمه إلى ريسيرش إنديكس (فهرس البحث) في أحد المراحل ومن ثم أعاده إلى الاسم الأول.

## نبذة تاريخية

### CiteSeer و CiteSeer.IST
أنشأ الباحثون لي جايلز وكيرت بولاكر وستيف لورانس محرك البحث سايت سير عام 1997 أثناء وجودهم في معهد أبحاث NEC (الآن مختبرات NEC )، في مدينة برينستون، في نيو جيرسي في الولايات المتحدة الأمريكية. كان هدف من إنشائه هو الدخول إلى الوثائق الأكاديمية والعلمية على الويب وحصادها واستخدام فهرسة الاقتباس المستقلة للسماح بالاستعلام عن طريق الاستشهاد أو المستند، وترتيبها حسب تأثير الاستشهاد.
أصبح محرك البحث متاحاً للعموم عام 1998 وامتلك العديد من الميزات التي لم تكن متاحة في محركات البحث العادية أنذاك، وتتضمن:
- الفهرسة الذاتية التلقائية التي تنشئ فهرس استشهادات يمكن استخدامه للبحث في المؤلفات وتقييمها.
- يمكن حساب إحصائيات الاستشهاد والوثائق ذات الصلة لجميع المقالات المذكورة في قاعدة البيانات، وليس فقط المقالات المفهرسة.
- ربط مرجعي يسمح بتصفح قاعدة البيانات باستخدام روابط الاستشهاد.
- يظهر فهرس الاستشهاد فهرس الاستشهادات في ورقة محددة، مما يسمح للباحث أن يتصفح بسرعه وسهولة ما يقوله الباحثون حول مقال مهم.
- تعرض الوثائق ذات الصلة باستخدام الاستشهاد والمقاييس القائمة على الكلمات ويتم عرض ببليوغرافيا نشطة ومحدثة باستمرار لكل وثيقة.

حصل سايت سير على براءة اختراع أمريكية برقم # 6289342 ، بعنوان " فهرسة الاقتباس الذاتي وتصفح الأدب باستخدام سياق الاستشهاد " ، في 11 سبتمبر 2001. أودعت براءة الاختراع في 20 مايو 1998 ، ولها الأولوية في 5 يناير 1998. براءة اختراع مستمرة (براءة الاختراع الأمريكية رقم 6738780) في 16 مايو 2001 ، ومُنح في 18 مايو 2004.

بعد مختبرات إن أي سي الاميركية، استضافته الشبكة العنكبوتية العالمية باسم CiteSeer.IST عام 2004 من كلية علوم وتكنولوجيا المعلومات، جامعة ولاية بنسلفانيا ، ويحوي أكثر من 700000 وثيقة. لتعزيز الوصول والأداء والبحث، تم دعم إصدارات مماثلة من سايت سير في جامعات مثل معهد ماساتشوستس للتكنولوجيا وجامعة زيورخ وجامعة سنغافورة الوطنية . ومع ذلك ، ثبت أن هذه الإصدارات من محرك البحث صعبة الصيانة ولم تعد متوفرة. نظرًا لأن سايت سير لا يقوم إلا بفهرسة الأوراق المتاحة مجانًا على الويب وليس لديه إمكانية الوصول إلى البيانات الوصفية للناشر، فإنه يعرض عددًا أقل من الاقتباسات من المواقع ، مثل الباحث العلمي من جوجل ، الذي يحتوي على بيانات تعريف للناشر.
لم يحدث سايت سير بشكل كامل منذ عام 2005 بسبب القيود في تصميمه الهندسي. كان يحتوي على عينة تمثيلية من وثائق البحث في علوم الحاسوب والمعلوماتية، ولكنه كان محدودًا في التغطية لأنه كان مقصورًا على الأوراق المتاحة للعامة، عادةً على الصفحة الرئيسية للمؤلف ، أو تلك التي قدمها المؤلف. للتغلب على بعض هذه القيود ، تم تصميم بنية معيارية ومفتوحة المصدر لـ CiteSeer - CiteSeer X.

### CiteSeerX
حل CiteSeer X محل CiteSeer وأعيد توجيه جميع الاستعلامات إلى الموقع الجديد. CiteSeerX هو محرك بحث عام ومكتبة رقمية ومستودع للأوراق العلمية والأكاديمية بشكل أساسي المتعلقة بعلوم الحاسوب وعلم المعلومات. فيما توسع مجال عمل محرك البحث مؤخرًا ليشمل مجالات علمية أخرى مثل الاقتصاد والفيزياء وغيرها. أُصدِر عام 2008 ، وكان يعتمد بشكل كبير على محرك بحث CiteSeer السابق والمكتبة الرقمية، كما طُوِّر ببنية أساسية جديدة مفتوحة المصدر، تعتمد على حزمة سير SeerSuite، وخوارزميات جديدة وتطبيقاتها. طورَّه الباحثان إسحاق كونسيل و لي جايلز في كلية علوم وتقنية المعلومات، في جامعة ولاية بنسلفانيا . وتواصل دعم الأهداف التي حددتها CiteSeer لتتبع ارتباطات وحصاد الوثائق الأكاديمية والعلمية على شبكة الويب العامة واستخدام استعلام الاقتباس من خلال الاستشهادات وترتيب المستندات حسب تأثير الاستشهادات. طوره ومازال يساهم في تطويره كل من لي جايلز وبراسينجيت ميترا وسوزان جوش ومين-ين كان وبراديب تيريجودا وخوان بابلو فرنانديز راميريز وبكتادا تريراتبيتوك وجيان وو ودوغلاس جوردان وستيف كارمان وجاك كارول وجيم يانسن وشويى زينج. في الآونة الأخيرة ،أضيفت ميزة البحث المجدول. تموله مؤسسة العلوم الوطنية وناسا وأبحاث مايكروسوفت.
مازال محرك البحث CiteSeer X يصنف ضمن أفضل مستودعات التخزين عالمياً، فيما حصد المرتبة الأولى في يوليو 2010، ويملك حالياً أكثر من 6 ملايين وثيقة مع ما يقارب ستة ملايين مؤلف فريد و 120 مليون استشهاد. يشارك هذا المحرك برمجياته وبياناته وقواعدها وبياناته الوصفية مع باحثين آخرين بواسطة أمازون إس 3 و rsync. صممت هيكليته وبرمجياته المعيارة مفتوحة المصدر الجديدة على Apache Solr وأدوات أباتشي الأخرى وغيرها من الأدوات مفتوحة المصدر التي تسمح باختبار الخوارزميات الجديدة في تجميع وتصنيف وفهرسة واستخلاص المعلومات. كانت برمجتمع متاحاً سابقاً على سورس فورج لكنها نقلت وأصبحت الآن على غيت هاب.
يخزن محرك البحث CiteSeer X بعض الملفات التي مسحها ضوئياً بصيغة كتاب إلكتروني، وتتضمن كل صفحة من الملف رابط قانون الألفية للملكية الرقمية الذي يمكن استخدامه للإبلاغ عن انتهاكات حقوق النشر.

## ميزات محرك البحث

### الاستخراج الآلي للمعلومات
يستخدم CiteSeer X أدوات استخراج المعلومات المؤتمتة ، والتي عادةً ما تكون مبنية على أساليب التعلم الآلي مثل ParsCit ، لاستخراج البيانات الوصفية للوثائق العلمية مثل العنوان والمؤلفين والملخص والاستشهادات وما إلى ذلك. على هذا النحو ، هناك أخطاء في بعض الأحيان في المؤلفين والعناوين. محركات البحث الأكاديمية الأخرى لديها أخطاء مماثلة.

### الزحف المركز
يقوم CiteSeer X بالزحف إلى المستندات العلمية المتاحة للعموم بشكل أساسي من صفحات الويب الخاصة بالمؤلف والموارد المفتوحة الأخرى ، وليس لديه حق الوصول إلى البيانات الوصفية للناشر. على هذا النحو ، فإن عدد الاقتباسات في CiteSeer X عادة ما يكون أقل من تلك الموجودة في جوجل سكولار و محرك البحث الأكاديمي من مايكروسوفت الذين لديهم حق الوصول إلى البيانات الوصفية للناشر.

### البيانات
تشارك بيانات CiteSeer X بانتظام بموجب ترخيص المشاع الإبداعي غير التجاري، الترخيص بالمثل مع الباحثين في جميع أنحاء العالم، وتستخدم في العديد من التجارب والمسابقات الأخرى. بفضل نقطة التجميع لمحرك البحث CiteSeer X بالتي هي بروتوكول مبادرة الأرشيف المفتوح لحصاد البيانات الوصفية،  فإن هذا المحرك هو أرشيف حر وتفهرس محتوياته لتكون مستودعاً مؤسسياً لمحركات البحث الأكاديمية، على سبيل المثال مستخدمي محرك البحث BASE و Unpaywall.

### الاستعمال
لدى CiteSeer X ما يقرب من مليون مستخدم في جميع أنحاء العالم بناءً على عناوين بروتوكلات إنترنت فريدة ويحصد ملايين الزيارات يوميًا. بلغ عدد التنزيلات السنوية لملفات الكتب الإلكتروينة الخاصة بالوثائق ما يقرب من 200 مليون في عام 2015.

## محركات البحث الأخرى المبنية على حزمة سير
وُسِّع نموذج محرك البحث سايت سير ليشمل الوثائق الأكاديمية في الأعمال التجارية مع SmealSearch وفي الأعمال التجارية الإلكترونية مع eBizSearch. ومع ذلك ، لم يتم الحفاظ عليها من قبل رعاتهم. يمكن العثور على نسخة قديمة من كلاهما في BizSeer.IST لكنه لم يعد في الخدمة. كما أنشئت أنظمة بحث ومستودعات أخرى تشبه سير للكيميا ، Chem X Seer وعلم الآثار ، ArchSeer. تم إنشاء ملف آخر للبحث عن ملفات robots.txt ،وهو BotSeer . كل هذه الأشياء مبنية على أداة مفتوحة المصدر SeerSuite ، والتي تستخدم مفهرس مفتوح المصدر لوسين .

### قراءة معمقة
- Giles، C. Lee؛ Bollacker، Kurt D.؛ Lawrence، Steve (1998). "CiteSeer: an automatic citation indexing system". Proceedings of the Third ACM Conference on Digital Libraries. ص. 89–98. CiteSeerX:10.1.1.30.6847. DOI:10.1145/276675.276685. ISBN:978-0-89791-965-4.

### وصلات خارجية
- الموقع الرسمي لمحرك البحث